# Hagi-Curda, Ismail
Hagi-Curda  (în ucraineană Комишівка, transliterat Komîșivka) este un sat în comuna Sofian-Trubaiovca din raionul Ismail, regiunea Odesa, Ucraina. Are 3,491 locuitori, preponderent români (moldoveni).
Satul este situat la o altitudine de 14 metri, în partea estică a raionului Ismail, pe malul vestic al lacului Chitai. El se află la o distanță de 55 km est de centrul raional Ismail.
Până în anul 1947 satul a purtat denumirea oficială de Hagi-Curda (în ucraineană Хаджи Курда), în acel an el fiind redenumit Komîșivka.

## Istoric
Localitatea Hagi-Curda a făcut parte încă de la înființare din regiunea istorică Bugeac (Basarabia de sud) a Principatului Moldovei. După cum atestă o notație de pe Ceaslovul aflat în fosta biserică a satului, satul a fost înființat prin unirea a mai multor cătune din zonă și au format o așezare mai mare, cu numele de Frumușica. Unirea cătunelor avea ca scop apărarea localnicilor de hoardele de tătari care le prădau periodic. Odată cu ocuparea Bugeacului de către turci și tătari, satul a primit alte denumiri: Ghiolbașâi (satul din capul ghiolului) sau Hagicurda .
Prin Tratatul de pace de la București, semnat pe 16/28 mai 1812, între Imperiul Rus și Imperiul Otoman, la încheierea războiului ruso-turc din 1806 – 1812, Rusia a ocupat teritoriul de est al Moldovei dintre Prut și Nistru, pe care l-a alăturat Ținutului Hotin și Basarabiei/Bugeacului luate de la turci, denumind ansamblul Basarabia (în 1813) și transformându-l într-o gubernie împărțită în zece ținuturi (Hotin, Soroca, Bălți, Orhei, Lăpușna, Tighina, Cahul, Bolgrad, Chilia și Cetatea Albă, capitala guberniei fiind stabilită la Chișinău).
La începutul secolului al XIX-lea, conform recensământului efectuat de către autoritățile țariste în anul 1817, satul Hagi-Curda făcea parte din Ocolul Chiliei a Ținutului Ismail .
În urma Tratatului de la Paris din 1856, care încheia Războiul Crimeii (1853-1856), Rusia a retrocedat Moldovei o fâșie de pământ din sud-vestul Basarabiei (cunoscută sub denumirea de Cahul, Bolgrad și Ismail). În urma acestei pierderi teritoriale, Rusia nu a mai avut acces la gurile Dunării. În urma Unirii Moldovei cu Țara Românească din 1859, acest teritoriu a intrat în componența noului stat România (numit până în 1866 "Principatele Unite ale Valahiei și Moldovei").
În urma Tratatului de pace de la Berlin din 1878, România a fost constrânsă să cedeze Rusiei sudul Basarabiei. În perioada de până la primul război mondial, s-au intensificat nemulțumirile țăranilor săraci cauzate de lipsa pământului.
După Unirea Basarabiei cu România la 27 martie 1918, satul Hagi-Curda a făcut parte din componența României, în Plasa Fântâna Zânelor a județului Ismail. Pe atunci, majoritatea populației era formată din români, existând și o comunitate de ruși. La recensământul din 1930, s-a constatat că din cei 2.834 locuitori din sat, 2.538 erau români (89.56%), 223 ruși (7.87%), 35 ucraineni (1.23%), 21 bulgari și 4 evrei. La 1 ianuarie 1940, din cei 3.532 locuitori ai satului, 3.145 erau români (89.04%), 365 ruși (10.33%) și 22 bulgari.
Ca urmare a Pactului Ribbentrop-Molotov (1939), Basarabia, Bucovina de Nord și Ținutul Herța au fost anexate de către URSS la 28 iunie 1940. După ce Basarabia a fost ocupată de sovietici, Stalin a dezmembrat-o în trei părți. Astfel, la 2 august 1940, a fost înființată RSS Moldovenească, iar părțile de sud (județele românești Cetatea Albă și Ismail) și de nord (județul Hotin) ale Basarabiei, precum și nordul Bucovinei și Ținutul Herța au fost alipite RSS Ucrainene. La 7 august 1940, a fost creată regiunea Ismail, formată din teritoriile aflate în sudul Basarabiei și care au fost alipite RSS Ucrainene .
În perioada 1941-1944, toate teritoriile anexate anterior de URSS au reintrat în componența României. Apoi, cele trei teritorii au fost reocupate de către URSS în anul 1944 și integrate în componența RSS Ucrainene, conform organizării teritoriale făcute de Stalin după anexarea din 1940, când Basarabia a fost ruptă în trei părți. Un număr de 670 localnici au luptat în cel de-al doilea război mondial, 198 dintre ei murind pe front. În septembrie 1941 soldații germani au împușcat doi activiști comsomoliști din sat: M.S. Dancenko (М.С. Данченко) și tatăl său, S.G. Dancenko (С.Г. Данченко).
În anul 1947, autoritățile sovietice au schimbat denumirea oficială a satului din cea de Hagi-Curda în cea de Komîșivka. În anul 1954, Regiunea Ismail a fost desființată, iar localitățile componente au fost incluse în Regiunea Odesa.
Începând din anul 1991, satul Hagi-Curda face parte din raionul Ismail al regiunii Odesa din cadrul Ucrainei independente. În prezent, satul are 3.491 locuitori, preponderent români. Marea majoritate a localnicilor vorbesc limba română.

## Economie
Locuitorii satului Hagi-Curda se ocupă în principal cu agricultura și cu zootehnia. Se cultivă cereale (în special orez) și se cresc vite pentru îngrășare.

## Cultura
În prezent, școala medie generală din satul Hagi-Curda este o școală mixtă cu predare în limbile română și ucraineană .
Biserica ortodoxă "Sf. Apostoli Petru și Pavel" din Hagi-Curda a fost sfințită în anul 1875 de către episcopul Melchisedec Ștefănescu al Dunării de Jos, în perioada când sudul Basarabiei era în stăpânirea României. Lăcașul de cult și-a îndeplinit misiunea și în perioada ocupației rusești, apoi după revenirea administrației românești.
După instalarea puterii sovietice, popa Gheorghe (parohul din sat) și protopopul Nicolae din Ismail au fost arestați, fiind condamnați ulterior la 18 ani de detenție. La Hagi-Curda au fost trimiși apoi numai preoți de alte naționalități. În anul 1979, sub pretextul că biserica este în ruină, biserica ortodoxă românească din Hagi-Curda a fost distrusă până la temelie de către autoritățile sovietice , pe locul său fiind înălțat Monumentul eroilor sovietici din Marele Război pentru Apărarea Patriei.
Abia în 1995, după mari eforturi, s-a reușit reînființarea parohiei din localitate sub oblăduirea Mitropoliei Basarabiei, afiliată Patriarhiei Române. Epitrop era Vasile Iordăchescu, iar preot a fost numit pr. Anatol Cristea. Autoritățile ucrainene n-au recunoscut parohia pe motiv că Mitropolia Basarabiei nu era autorizată de guvernul Republicii Moldova. La 26 martie 2003, Administrația regională de Stat din Odesa a recunoscut singura parohie românească din Ucraina. În urma amenințărilor la adresa familiei sale, pr. Cristea a plecat din sat în 2005, în locul său fiind numit pr. Nicolae Asargiu, preot și la Anadol. La sfârșitul anului 2005, pr. Asargiu a plecat și el din Hagi Curda, în locul lui sosind tânărul Anatolie Curtev. În această biserică se slujește în limba română.
De-a lungul timpului, biserica a fost vandalizată de mai multe ori, iar enoriașii maltratați. Astfel, în ordine cronologică, s-au petrecut următoarele evenimente :
- 17 iunie 2003 - enoriașii bisericii au fost bătuți
- 21 iulie 2003 - preotul a fost legat de o mașină și amenintat că va fi târât până va muri
- 6 iulie 2004 - ușa bisericii a fost spartă, mobilierul a fost distrus, icoanele și podeaua au fost stropite cu motorină, iar mașina părintelui Cristea incendiată
- 9 mai 2005 - li s-a interzis enoriașilor să intre în cimitir, iar preotul a fost bătut
- 9 aprilie 2006 - preotul a fost bătut de mai multe persoane neidentificate în gara din orașul Ismail
- mai 2006 - înaintea slujbei de Înviere, niște indivizi necunoscuți au pătruns în biserica și au împrăștiat gaze lacrimogene, alungându-i astfel pe enoriașii din parohie
- 18 iunie 2006 - casa părintelui Curtev a fost atacată de trei indivizi mascați, i s-au spart geamurile, indivizii amenințând că o vor incendia

Pentru a dezbina comunitatea, Episcopia Odesei a construit în sat o a doua biserică aparținând de Patriarhia Moscovei și l-a numit în 1999 ca preot pe Alexei Grecu , un român din zona orașului Reni, fost preot la Cartal.
În iulie 2011 a fost inaugurată biserica purtând hramul „Sfinții Apostoli Petru și Pavel”, aceasta fiind ridicată între 2005 și 2011 cu sprijinul Departamentului pentru Românii de Pretutindeni, fiind subordonată Mitropoliei Basarabiei, dependentă canonic de Patriarhia Română.

## Demografie
Componența lingvistică a comunei Komîșivka
     Română (94,62%)
     Rusă (3,41%)
     Ucraineană (1,35%)
     Alte limbi (0,29%)
Conform recensământului din 2001, majoritatea populației comunei Komîșivka era vorbitoare de română (94,62%), existând în minoritate și vorbitori de rusă (3,41%) și ucraineană (1,35%).
1930: 2.834 (recensământ) 
1940: 3.532 (estimare)
2001: 3.491 (recensământ)

## Obiective turistice
- Monumentul lui V.I. Lenin - în centrul satului
- Monumentul eroilor sovietici din Marele Război pentru Apărarea Patriei